# اندرو مک کالوچ (بازیکن فوتبال)
اندرو مک کالوچ (انگلیسی: Andrew McCulloch؛ زادهٔ ۳ ژانویهٔ ۱۹۵۰) بازیکن فوتبال اهل بریتانیا است.
از باشگاه‌هایی که در آن بازی کرده‌است می‌توان به باشگاه فوتبال شفیلد ونزدی، باشگاه فوتبال کریستال پالاس، باشگاه فوتبال کویینز پارک رنجرز، باشگاه فوتبال آکسفورد یونایتد، باشگاه فوتبال برنتفورد، و باشگاه فوتبال کاردیف سیتی اشاره کرد.
وی همچنین در تیم ملی فوتبال زیر ۲۱ سال اسکاتلند بازی کرده‌است.